# Jaffrabad
Jaffrabad è una suddivisione dell'India, classificata come census town, di 57.460 abitanti, situata nel distretto di Delhi Nord Est, nello territorio federato di Delhi. In base al numero di abitanti la città rientra nella classe II (da 50.000 a 99.999 persone).

## Geografia fisica
La città è situata a 28° 40' 58 N e 77° 16' 16 E.

## Società

### Evoluzione demografica
Al censimento del 2001 la popolazione di Jaffrabad assommava a 57.460 persone, delle quali 30.616 maschi e 26.844 femmine. I bambini di età inferiore o uguale ai sei anni assommavano a 9.308, dei quali 4.829 maschi e 4.479 femmine. Infine, coloro che erano in grado di saper almeno leggere e scrivere erano 35.594, dei quali 20.512 maschi e 15.082 femmine.